# Skoroszów (województwo dolnośląskie)
Skoroszów – wieś w Polsce położona w województwie dolnośląskim, w powiecie trzebnickim, w gminie Trzebnica.

## Podział administracyjny
W latach 1975–1998 miejscowość położona była w województwie wrocławskim.

## Krótki opis
Skoroszów położony jest na granicy powiatu trzebnickiego z milickim. Wieś otaczają piękne pola i lasy - Parku Krajobrazowego Doliny Baryczy, które ściągają co roku tłumy grzybiarzy. We wsi znajduje się kościół, należący do parafii w Czeszowie, sklep, świetlica, ochotnicza straż pożarna, dom opieki i zakłady drobiarskie.

## Nazwa
Wieś wzmiankowana po raz pierwszy w łacińskim dokumencie z 1249 roku gdzie zanotowana została w zlatynizowanej, staropolskiej formie „Scorosovo”. W księdze łacińskiej Liber fundationis episcopatus Vratislaviensis (pol. Księga uposażeń biskupstwa wrocławskiego) spisanej za czasów biskupa Henryka z Wierzbna w latach 1295–1305 miejscowość wymieniona jest w zlatynizownej formie Scorossovia oraz Scorossow.